# Vila Aloise Švorčíka
Vila Aloise Švorčíka je rodinný dům zbudovaný v roce 1932 ve Střelecké ulici v Hradci Králové pro ředitele královéhradecké pojišťovny Aloise Švorčíka. Autorem architektonického návrhu byl architekt Oldřich Liska. Vila bezprostředně sousedí s vlastní vilou Oldřicha Lisky, které se podobá, nicméně je zrcadlově obrácená.

## Historie

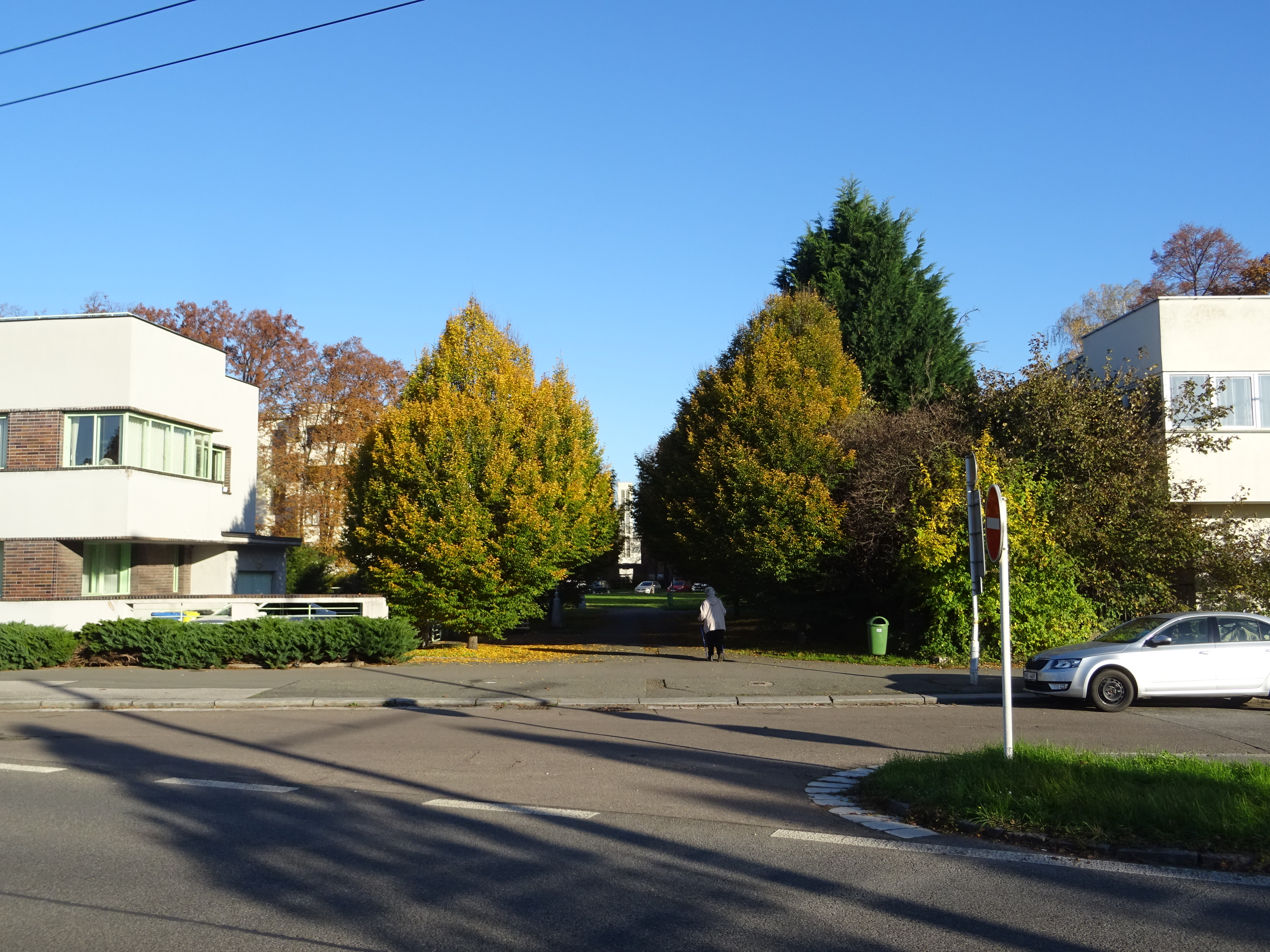
Průhled mezi Liskovou a Švorčíkovou vilou na Sbor kněze Ambrože

Stavebník Alois Švorčík zažádal o povolení stavby vily začátkem března 1932 (v roce 1931). Stavbu provedl dle projektu Oldřicha Lisky stavitel Václav Bečvář a byla dokončena v listopadu 1932. Stavba (čp. 832) sousedí s vilou Oldřicha Lisky (čp. 824), kterou navrhoval rovněž sám Liska, a tvoří společně s ní pomyslnou vstupní bránu do tehdy nově vznikajících obytných bloků (dnešní Sady architekta Lisky) s průhledem opticky uzavřeným Gočárovým Sborem kněze Ambrože.
Vila prošla v průběhu času pouze menšími úpravami (drobné úpravy fasády, výměna původních dřevěných oken za plastová). V současné době (2020) vila stále patří potomkům Libuše Hanušové, dcery Aloise Švorčíka.

## Architektura
Stavba je jednopatrová, částečně dvoupatrová, a její architektonický návrh byl ovlivněn především funkcionalismem. Jižní (dvoupatrová) část objektu je obložena kachli, stejně jako pásy mezi okny. Zbytek objektu má hladkou bílou fasádu. Hlavní vchod je zastřešen terasou, v průčelí do dvora se pak nachází několik balkónů. Původní projekt počítal i se střešní pergolou s nautickými prvky, ta však realizována nebyla.
V suterénu bylo umístěno technické zázemí domu (garáž, prádelna, sušárna prádla, sklepy, kotelna, byt domovníka). V přízemí byly navrženy dva byty – v severní části pro Švorčíkovu rodinu, v jižní části pak pro případné hosty, a také pokoje pro služky. Další dva pokoje pak byly situovány ve druhém podlaží.